# 下村兼史
下村 兼史（しもむら けんじ、1903年2月10日 − 1967年4月27日）は、日本の鳥類生態写真家、記録映画監督。

## 評価と受賞

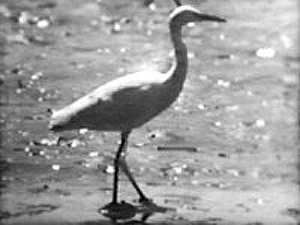
下村の代表的作品『或日の干潟』（撮影：佐野時雄、理研科学映画、1940年）

映画作品『或日の干潟』（理研科学映画、1940年）が文部大臣賞、皇紀2600年奉祝芸能祭文化映画コンクール首席、『ちどり』（東宝教育映画部、1947年9月公開）が映画世界賞受賞、文部省選定、『こんこん鳥物語』（東宝教育映画、1949年）が文部大臣賞、第4回毎日映画コンクール教育文化映画賞受賞。その他の作品でも受賞多数。鳥類を中心に、写真や映像に野生生物をフィルムに収め、日本初の鳥類生態写真集を刊行し、鳥類標本では得られない生態の研究に貢献した。
鳥類を撮影した写真は、財団法人山階鳥類研究所にかなりの数が収蔵されている。また、映画作品は、(株)東宝ステラが「日映アーカイブ」として管理しているものがある他、東京国立近代美術館フィルムセンターなどがプリントを所蔵している。
日本最初の野鳥生態写真家と評されている。カメラそのものが珍しかった1920～30年代に、自由に飛びまわる野鳥を日本で初めて撮影し、今では失われてしまった自然環境も記録した。
2018年9月21-26日には、有楽町朝日ギャラリーにて、下村の生涯と功績についても紹介する写真展「日本最初の野鳥生態写真家ー下村兼史生誕115周年ー100年前にカワセミを撮った男」も開かれた。

## 経歴
- 1903年（明治36年）：佐賀県佐賀市で生まれる[3]。
- 1930年（昭和5年）：農林省畜産局および山林局で鳥獣調査室に勤務[3]。
- 1939年（昭和14年）：農林省の鳥獣調査室を辞し、理研科学映画に入社[3]。
- 1945年（昭和20年）：終戦により理研科学映画が解散[3]。
- 1946年（昭和21年）：東宝教育映画部に入社[3]。
- 1948年（昭和23年）：東宝教育映画部の解散により、東宝教育映画株式会社に移籍[3]。
- 1952年（昭和27年）：東宝教育映画解散[3]。
- 1967年（昭和42年）：逝去。

## 主な映画作品
- 『水鳥の生活−第一輯−』（16分、1939年）
- 『或日の干潟』（25分、理研科学映画、1940年）
- 『慈悲心鳥』（15分、理研科学映画、1942年）
- 『ちどり』（32分、映画世界賞・文部省選定、東宝教育映画部、1947年9月公開）
- 『石の中の鳥』（49分、東宝教育映画部、1948年）
- 『こんこん鳥物語』（29分、文部大臣賞、第4回毎日映画コンクール教育文化映画賞受賞、東宝教育映画、1949年）
- 『鶴と子供たち』（41分、成瀬巳喜男・如月敏脚色、藤原杉雄との共同演出、東宝教育映画、1949年）
- 『雀の生活』（東宝教育映画、1951年）
- 『或日の沼池』（東宝教育映画、1951年）
- 『富士は生きている』（東映教育映画部、1956年）
- 『特別天然記念物 ライチョウ』（32分・カラー、日本シネセル、1967年）

## 主な著書
- 『北の鳥・南の鳥』（三省堂、1936年）
- 『原色野外鳥類図譜』（三省堂、1938年）
- 『生物学実験法講座 〔1-13〕』（建文館、1937年-1938年）
- 『野鳥生態写真集 第1輯』（清棲幸保共著、芸艸堂、1940年）
- 『ちどり』望月衛文、森芳雄・挿絵、まひる書房、1947年）
- 『鳥類図絵』（国民図書刊行会、1949年）
- 『カメラ野鳥記』（誠文堂新光社、1952年）
- 『十一の卵』（さ・え・ら書房、1953年）
- 『原色日本鳥類図鑑』（風間書房、1955年）
- 『生物学実験法講座 第2巻』（岡田弥一郎、中山書店、1955年）
- 『野鳥の観察』（さ・え・ら書房、1956年）
- 『富士山』（さ・え・ら書房、1960年）
- 『原色狩猟鳥獣図鑑』（狩猟界社、1965年）
- 『全集日本動物誌 9』（講談社、1983年）